# アレックス・ミジャン
アレハンドロ・"アレックス"・ミジャン・イランソ（Alejandro "Álex" Millán Iranzo, 1999年11月7日 - ）は、スペイン・サラゴサ出身のサッカー選手。SCファレンセ所属。ポジションはFW（センターフォワード）。

## クラブ歴
アラゴン州のサラゴサに生まれ、2016年にレアル・サラゴサのからビジャレアルCFのカンテラに入団する。
2020年12月26日、コパ・デル・レイのSDレイオア戦にて、ダニ・ラバとの交代でトップチームデビュー。3日後のCAオサスナとのリーグ戦でラ・リーガ初出場。
2021-22シーズンはジュピラー・プロ・リーグのセルクル・ブルッヘKSVへ期限付き移籍するが、2022年1月27日にレンタルバックし翌日に同リーグのロイヤル・ユニオン・サン＝ジロワーズへシーズン終了までのローンとなった。
2022年7月8日、2022-23シーズンはFCファマリカンにレンタル移籍することが決定。2023年1月7日にはローンを打ち切り、ビジャレアルBへ復帰することが発表された。
2023年6月27日、2年契約でレアル・オビエドへ移籍した。
2024年8月20日、SCファレンセに2年契約で移籍した。